# Richard Lederer
Richard Lederer, bedre kendt under navnet Protector, er en østrigsk metalmusiker bedst kendt for at være medlem af Summoning, Die Verbannten Kinder Evas og Ice Ages. Han tegner også selv billederne til albumomslagene for nogle af de bands han spiller med.
Hans første musikerfaring var da han spillede trommer i et rockband som 15-årig. Efter at have studeret til trommeslager på musikskole spillede Protector i et progressiv døds-/thrash metal-band kaldet Marlignom.

## Diskografi

### MedSummoning
- 1995: Lugburz
- 1995: Minas Morgul
- 1996: Dol Guldur
- 1997: Nightshade Forests (ep)
- 1999: Stronghold
- 2001: Let Mortal Heroes Sing Your Fame
- 2003: Lost Tales (ep)
- 2006: Oath Bound

### MedDie Verbannten Kinder Evas
- 1995: Die Verbannten Kinder Evas
- 1997: Come Heavy Sleep
- 1999: In Darkness Let Me Dwell
- 2006: Dusk and Void Became Alive

### MedIce Ages
- 1997: Strike the Ground
- 2000: This Killing Emptiness
- 2008: Buried Silence

### MedWeltenBrand
- 1997: Das Nachtvolk (som gæstesanger)

### MedWhispers in the Shadow
- 1997: Laudanum (som gæstemusiker)
- 1999: November (som gæstemusiker)

### MedSanguis Et Cinis
- 1996: Schicksal
- 1997: Unfreiwillig Abstrakt (ep)

## Fodnoter
1. ↑  Richard Lederer @ discogs.com
2. ↑  Richard Lederer interview @ Heathen Harvest
3. ↑  "Richard Lederer interview @ thydoom.com". Arkiveret fra originalen 4. juli 2008. Hentet 1. januar 2009.
4. ↑  Summoning på Facebook